# Društvo 2000
Društvo 2000 je leta 1969 ustanovila skupina študentov. Sedež je imelo v Ljubljani. Leta 2018 je nehalo delovati.
Svojo dejavnost so z izdajanja revije 2000 razširili na simpozije, predavanja, posvetovanja in okrogle mize o aktualnih družbenih temah ter založništvo.